# Menesia livia
Menesia livia är en skalbaggsart som först beskrevs av Francis Polkinghorne Pascoe 1867.  Menesia livia ingår i släktet Menesia och familjen långhorningar. Inga underarter finns listade i Catalogue of Life.